# God's Way
God's Way est un film muet américain réalisé par Hardee Kirkland et sorti en 1913.

## Fiche technique
- Réalisation : Hardee Kirkland
- Scénario : Chris Lane
- Production : William Nicholas Selig
- Date de sortie :  États-Unis : 15 avril 1913

## Distribution
- Harry Lonsdale : Tom Healy
- Gloria Gallop : Mme. Tom Healy
- William Stowell : Crimmens